# Pince à papier

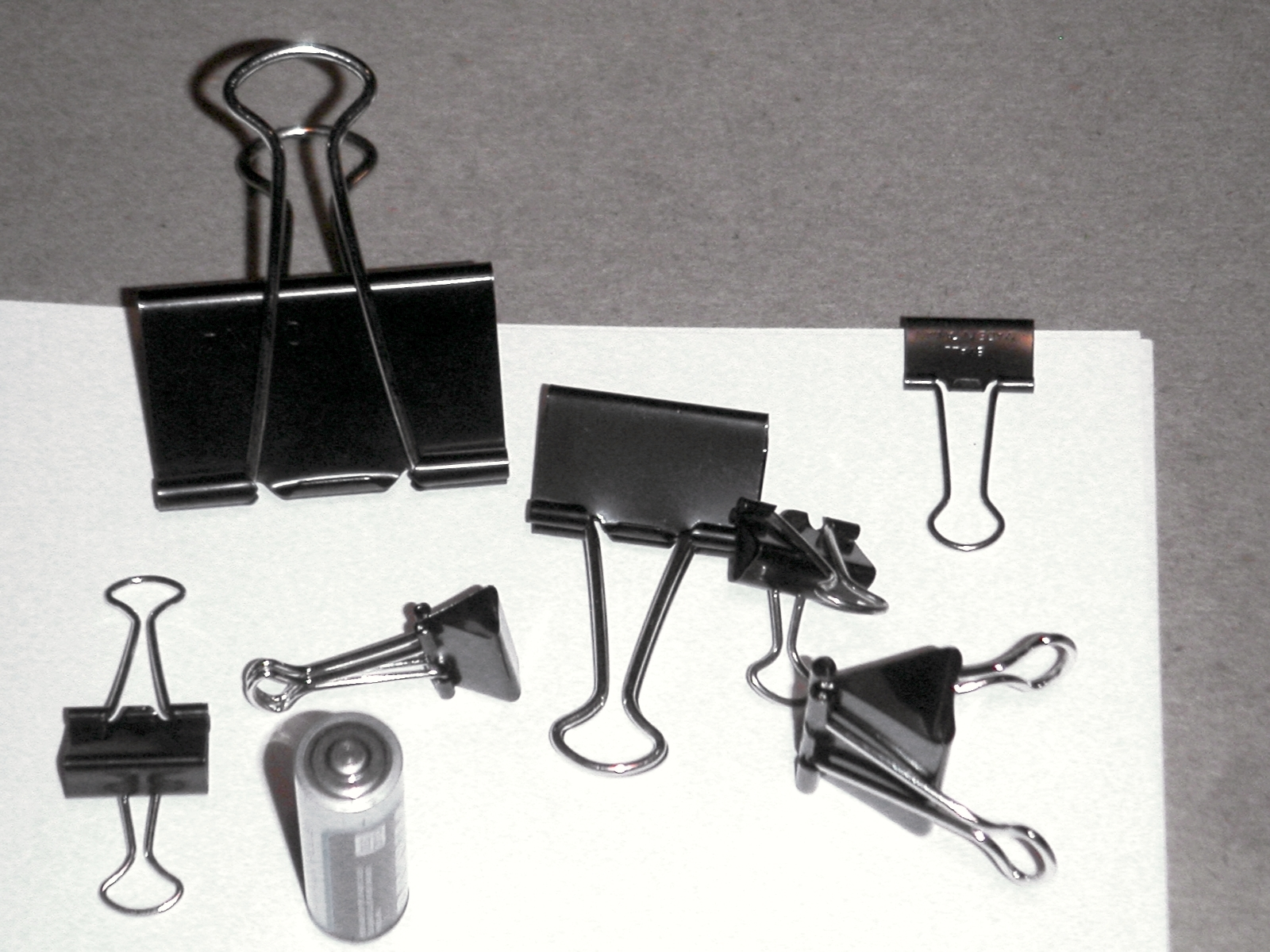
Un jeu de pince-notes mis en perspective avec une pile électrique AA.

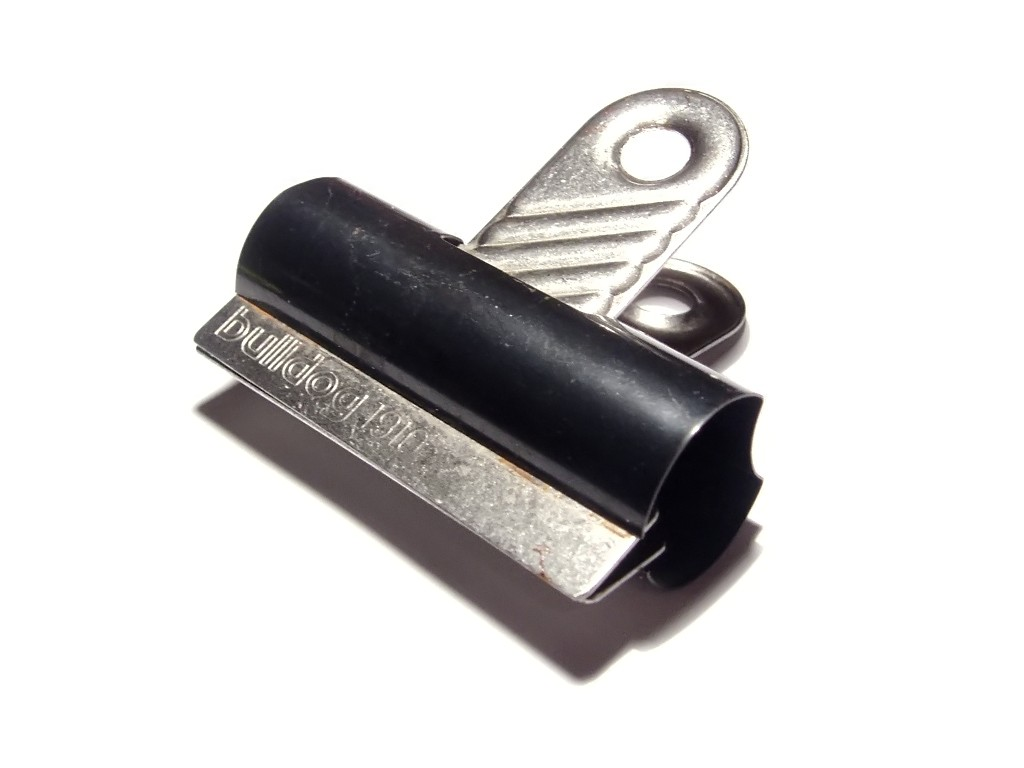
Une pince à dessin.

Une pince à papier est un dispositif de fixation temporaire qui permet d'attacher des feuilles de papier ensemble.
Plusieurs types de pinces à papier peuvent être distingués :
- Le pince-notes , aussi appelé pince-feuilles ou encore  clips métallique au Québec[1] et pince double clip en France, est un petit objet métallique généralement utilisé pour maintenir solidaire une liasse de feuilles de papier.
- La pince à dessin (en anglais : bulldog clip) a le même usage mais son mécanisme est différent[précision nécessaire].

## Pince-notes

### Description et usage

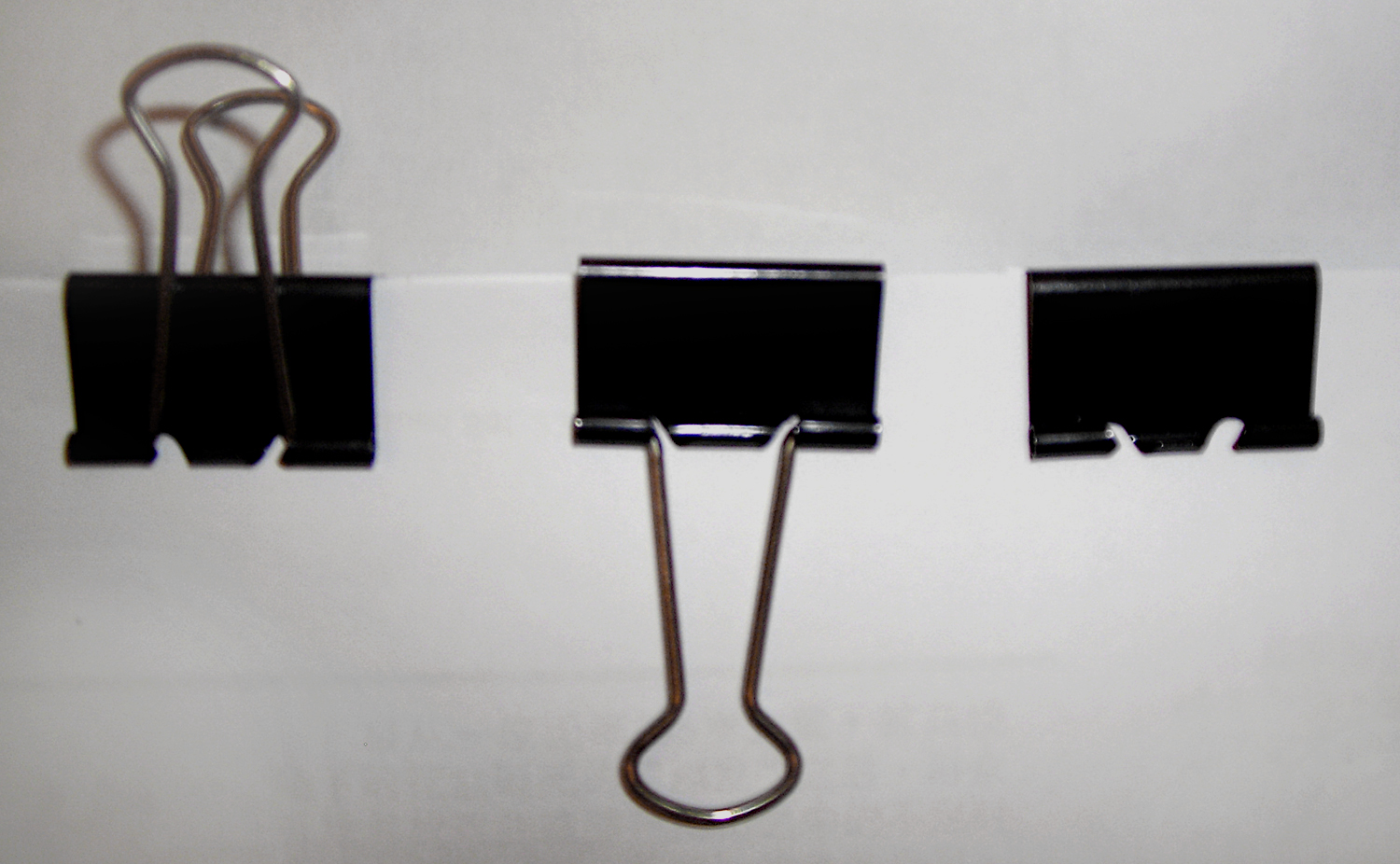
Les poignées du pince-notes peuvent être repliées une fois les feuilles attachées, et même enlevées si le paquet doit être retenu ensemble pour une longue période.

Un pince-notes est un ruban d'acier inoxydable plié de façon à former un triangle isocèle ouvert à l'un de ses sommets. La tension induite par le pliage force les extrémités des deux côtés adjacents à se tenir au plus près. Pour prévenir les risques de déchirure, ces extrémités sont moulées de façon à former des boucles. Celles-ci servent en même temps à retenir de petites tiges métalliques qui font office de poignées pour écarter les extrémités. Des ouvertures sont pratiquées dans les boucles de façon à permettre aux tiges métalliques de se replier, ce qui permet d'empiler les paquets de feuilles retenues par des pince-notes. 
Les pince-notes existent en différentes tailles, lesquelles peuvent retenir des piles de papier de différentes épaisseurs. Ces tailles vont de 9 mm (0,35 po) à 50 mm (1,97 po). Le ruban d'acier est habituellement peint en noir, alors que les poignées sont chromées, mais les pinces existent aussi dans toute une variété d'autres couleurs. Le ruban est habituellement fait d'acier recouvert de nickel, d'argent ou d'or.
Comparé au trombone, le pince-notes ne rouille pas.

### Usages
Le pince-notes est habituellement utilisé dans les bureaux modernes, où il sert à retenir d'épaisses liasses de feuilles de papier, ce que ne peut faire de façon efficace le trombone. Il est également utilisé pour retenir d'autres objets plats et pour équilibrer des équipements mécaniques.
Il est utilisé comme lien entre les fiches cartonnées du Hipster PDA et fait partie des objets utiles dans le cadre du Life hacking (en)
La pince peut aussi être détournée de son utilisation première pour devenir un élément d'un projet de décoration ou de rangement.

### Historique
Le pince-notes a été inventé par Louis E. Baltzley en 1911. À cette époque, les feuilles de papier était retenues en les perçant et en les cousant ensemble, ce qui ne facilitait pas le remplacement d'une feuille. Baltzley a inventé le pince-notes pour aider son père, un écrivain et un inventeur, à organiser ses documents. 
Sa conception originale a été modifiée à cinq reprises, mais le mécanisme de base est demeuré le même.